# Litauiske SSR
Den Litauiske SSR eller Litauiske Socialistiske Sovjetrepublik (litauisk: Lietuvos Tarybų Socialistinė Respublika; russisk: Литовская Советская Социалистическая Республика) var en sovjetrepublik i Sovjetunionen i årene 1940 til 1991.
Litauiske SSR etableredes den 21. juli 1940 som en stat under 2. verdenskrig på den tidligere uafhængige republik Litauens område, efter at republikken var blevet besat af den sovjetiske hær den 16. juni 1940 i overensstemmelse med betingelserne i Molotov-Ribbentrop-pagten. Litauiske SSR blev formelt en del af Sovjetunionen den 3. august 1940, da det blev den 14. republik i Sovjetunionen. Området blev efterfølgende erobret af Nazi-Tyskland i 1941, inden det blev befriet af Sovjet i 1944.

## Uafhængighed
Litauen erklærede som den første sovjetrepublik uafhængighed af Sovjetunionen den 11. marts 1990. Sovjetunionens kontrol over republikken blev afskåret da Litauen erklærede genetablering af sin uafhængighed. Sovjetunionen hævdede, at denne erklæring var ulovlig, da Litauen måtte følge processen for løsrivelse i den sovjetiske forfatning, hvis republikken ønskede at forlade Sovjetunionen.
Litauen gjorde gældende, at hele den proces, hvor Litauen blev optaget i Sovjetunionen krænkede både litauisk og international lov, så uafhængigheden var blot at genindføre en uafhængighed, der tidligere eksisterede. Sovjetunionen truede med at invadere, men den russiske SFSR erklæring om suverænitet den 12. juni betød, at Sovjetunionen ikke var i stand til at bestride Litauens løsrivelse.
Island anerkendte straks Litauens uafhængighed. De fleste andre lande fulgt trop efter kupforsøget i Sovjetunionen i 1991, og regeringen i det resterende USSR (Moskva) anerkendte Litauens selvstændighed den 6. september 1991.